# Суффет
Суффет — название двух главных должностных лиц (магистратов) в Тире, а также в северной Африке, на территории Карфагенской республики. Обычно они были верховными судьями. Во время военных действий часто — главнокомандующими. В древнем Израиле так называли военных предводителей и судей.

## Этимология
ивр. shôpheth, shofet שופט‎ «судья», лат. sufes, родительный падеж sufetis.

## История
Суффеты существовали с V века до н. э. Они избирались ежегодно на народных собраниях.